# 全国高等学校综合体育大会羽毛球竞技大会
全国高等学校综合体育大会羽毛球竞技大会（日语：全国高等学校総合体育大会バドミントン競技大会），即高松宫纪念杯全国高等学校羽毛球锦标赛（日语：高松宮記念杯全国高等学校バドミントン選手権大会），是日本的全国性高中生羽毛球比赛。由全國高等學校體育聯盟、日本羽毛球协会、讀賣新聞集團本社共同主办。

## 介绍
全国高等学校综合体育大会羽毛球竞技大会于每年的8月上旬举办，设有团体和个人项目。团体分为男团、女团两小项，个人项目则分男子单打、女子单打、男子双打、女子双打四个小项。
团体赛获得冠军的学校代表队将会被授予高松宫纪念奖杯、同妃纪念奖杯。而各单项成绩优秀的选手将会获得全日本綜合羽毛球錦標賽出场资格。
全国高等学校综合体育大会羽毛球竞技大会，与全国高等学校选拔羽毛球大会、全日本少年羽毛球锦标赛（JOC少年奥林匹克杯）、国民体育大会羽毛球竞技并称为高中羽毛球的四大全国大赛。日本近年来几乎所有著名羽毛球运动员及国家队成员，都在年轻（高中）时期参与过全国高等学校综合体育大会并取得优异的名次。

## 历届团体赛四强

### 男子团体
| 年份 | 举办地 | 冠军                       | 亚军                 | 四强                   | 四强                       |
| ---- | ------ | -------------------------- | -------------------- | ---------------------- | -------------------------- |
| 1950 |        | 關東學院（神奈川）         | 橫濱綠丘（神奈川）   | 金澤泉丘（石川）       |                            |
| 1951 |        | 關東學院（神奈川）         | 聖學院（東京）       | 金澤泉丘（石川）       |                            |
| 1952 |        | 金澤二水（石川）           | 金澤泉丘（石川）     | 北海（北海道）         |                            |
| 1953 |        | 北海（北海道）             | 關東學院（神奈川）   | 關東学院六浦（神奈川） |                            |
| 1954 |        | 金澤二水（石川）           | 松江商（島根）       | 聖學院（東京）         |                            |
| 1955 |        | 聖學院（東京）             | 金澤二水（石川）     | 山形市商（山形）       |                            |
| 1956 |        | 松江商（島根）             | 白石（宮城）         | 黑石（青森）           |                            |
| 1957 |        | 山形市商（山形）           | 松江商（島根）       | 聖學院（東京）         |                            |
| 1958 |        | 山形南（山形）             | 津幡（石川）         | 新潟（新潟）           |                            |
| 1959 |        | 山形市商（山形）           | 帶廣三條（北海道）   | 茨木（大阪）           |                            |
| 1960 |        | 山形市商（山形）           | 橫濱綠丘（神奈川）   | 神戶商（兵庫）         |                            |
| 1961 |        | 新潟商（新潟）             | 橫濱綠丘（神奈川）   | 松江商（島根）         |                            |
| 1962 |        | 聖學院（東京）             | 山形市商（山形）     | 新潟商業（新潟）       |                            |
| 1963 |        | 新潟商（新潟）             | 富山商（富山）       | 帶廣三條（北海道）     |                            |
| 1964 |        | 富山商（富山）             | 新潟商（新潟）       | 秋田經大附屬（北海道） |                            |
| 1965 |        | 富山商（富山）             | 高岡商（富山）       | 北越商（新潟）         |                            |
| 1966 |        | 宮城縣工（宮城）           | 高岡商（富山）       | 富山商（富山）         |                            |
| 1967 |        | 金澤市工（石川）           | 一條（奈良）         | 新潟商（新潟）         | 高岡商（富山）             |
| 1968 |        | 高岡商（富山）             | 金澤市工（石川）     | 三條商（新潟）         | 日大山形（山形）           |
| 1969 |        | 金澤市工（石川）           | 桐生市商（群馬）     | 高岡商（富山）         | 富山商（富山）             |
| 1970 |        | 富山商（富山）             | 新潟商（新潟）       | 伊勢工（三重）         | 正強（奈良）               |
| 1971 |        | 正強（奈良）               | 日大山形（山形）     | 高松商（香川）         | 高岡商（富山）             |
| 1972 |        | 正強（奈良）               | 岐阜東（岐阜）       | 金澤市工（石川）       | 日大山形（山形）           |
| 1973 |        | 金澤市工（石川）           | 日大山形（山形）     | 正強（奈良）           | 勝山                       |
| 1974 |        | 正強（奈良）               | 日大山形（山形）     | 金澤市工（石川）       | 勝山                       |
| 1975 |        | 金澤市工（石川）           | 正強（奈良）         | 石岡第一（茨城）       | 仙臺商（宮城）             |
| 1976 |        | 金澤市工（石川）           | 九州學院（熊本）     | 比叡山（滋賀）         | 一條（奈良）               |
| 1977 |        | 比叡山（滋賀）             | 金澤市工（石川）     | 高岡商（富山）         | 瓊浦（長崎）               |
| 1978 |        | 九州学院（熊本）           | 日大山形（山形）     | 比叡山（滋賀）         | 會津工（福島）             |
| 1979 | 滋賀   | 今市（栃木）               | 比叡山（滋賀）       | 九州學院（熊本）       | 石岡第一（茨城）           |
| 1980 |        | 比叡山（滋賀）             | 今市（栃木）         | 九州學院（熊本）       | 正強（奈良）               |
| 1981 |        | 日川（山梨）               | 日大高（神奈川）     | 比叡山（滋賀）         | 一條（奈良）               |
| 1982 |        | 比叡山（滋賀）             | 金澤市工（石川）     | 市尼崎（兵庫）         | 桐生市商（群馬）           |
| 1983 |        | 一条（奈良）               | 比叡山（滋賀）       | 日川（山梨）           | 柳井工（山口）             |
| 1984 |        | 比叡山（滋賀）             | 上尾（埼玉）         | 金澤市工（石川）       | 日川（山梨）               |
| 1985 |        | 上尾（埼玉）               | 比叡山（滋賀）       | 金澤市工（石川）       | 熊本商大附屬（熊本）       |
| 1986 |        | 比叡山（滋賀）             | 金澤市工（石川）     | 弘前工（青森）         | 柏原（大阪）               |
| 1987 |        | 比叡山（滋賀）             | 熊本商大附屬（熊本） | 常總學院（茨城）       | 弘前工（青森）             |
| 1988 |        | 上尾（埼玉）               | 常總學院（茨城）     | 金澤市工（石川）       | 札幌第一（北海道）         |
| 1989 |        | 熊本商大附屬（熊本）       | 越谷南（埼玉）       | 日大高（神奈川）       | 札幌第一（北海道）         |
| 1990 |        | 常總學院（茨城）           | 金澤市工（石川）     | 熊本商大附屬（熊本）   | 上尾（埼玉）               |
| 1991 |        | 常總學院（茨城）           | 金澤二水（石川）     | 宮城縣工（熊本）       | 上尾（埼玉）               |
| 1992 | 宮崎   | 常總學院（茨城）           | 蘆北（熊本）         | 關東第一（東京）       | 札幌第一（熊本）           |
| 1993 | 栃木   | 高松商（香川）             | 常總學院（茨城）     | 關東第一（東京）       | 上尾（埼玉）               |
| 1994 | 富山   | 上尾（埼玉）               | 常總學院（茨城）     | 熊本學園大附屬（熊本） | 金澤市工（石川）           |
| 1995 | 島根   | 上尾（埼玉）               | 一條（奈良）         | 關東第一（東京）       | 金澤市工（石川）           |
| 1996 | 山梨   | 八代東（熊本）             | 上尾（埼玉）         | 札幌第一（北海道）     | 常總學院（茨城）           |
| 1997 | 京都   | 上尾（埼玉）               | 八代東（熊本）       | 金澤市工（石川）       | 大阪學藝（大阪）           |
| 1998 | 香川   | 八代東（熊本）             | 高松商（香川）       | 關東第一（東京）       | 上尾（埼玉）               |
| 1999 | 岩手   | 關東第一（東京）           | 八代東（熊本）       | 比叡山（滋賀）         | 札幌第一（北海道）         |
| 2000 | 岐阜   | 關東第一（東京）           | 埼玉榮（埼玉）       | 柏原（大阪）           | 比叡山（滋賀）             |
| 2001 | 熊本   | 關東第一（東京）           | 八代東（熊本）       | 比叡山（滋賀）         | 埼玉榮（埼玉）             |
| 2002 | 茨城   | 關東第一（東京）           | 比叡山（滋賀）       | 八代東（熊本）         | 埼玉榮（埼玉）             |
| 2003 | 長崎   | 埼玉榮（埼玉）             | 關東第一（東京）     | 足羽（福井）           | 柏原（大阪）               |
| 2004 | 鳥取   | 關東第一（東京）           | 埼玉榮（埼玉）       | 比叡山（滋賀）         | 八代東（熊本）             |
| 2005 | 千葉   | 埼玉榮（埼玉）             | 水島工（岡山）       | 比叡山（滋賀）         | 青森山田（青森）           |
| 2006 | 奈良   | 埼玉榮（埼玉）             | 八代東（熊本）       | 東大阪大柏原（大阪）   | 勝山（福井）               |
| 2007 | 福井   | 埼玉榮（埼玉）             | 八代東（熊本）       | 比叡山（滋賀）         | 關東第一（東京）           |
| 2008 | 埼玉   | 埼玉榮（埼玉）             | 八代東（熊本）       | 比叡山（滋賀）         | 關東第一（東京）           |
| 2009 | 大阪   | 埼玉榮（埼玉）             | 八代東（熊本）       | 東大阪大柏原（大阪）   | 札幌第一（北海道）         |
| 2010 | 沖繩   | 埼玉榮（埼玉）             | 高岡第一（富山）     | 富岡（福島）           | 關東第一（東京）           |
| 2011 | 青森   | 埼玉榮（埼玉）             | 旭川實（北海道）     | 富岡（福島）           | 比叡山（滋賀）             |
| 2012 | 福井   | 埼玉榮（埼玉）             | 富岡（福島）         | 東奧學園（青森）       | 金澤市工（石川）           |
| 2013 | 福岡   | 富岡（福島）               | 埼玉榮（埼玉）       | 東大阪大柏原（大阪）   | 自由丘（福岡）             |
| 2014 | 千葉   | 富岡（福島）               | 東大阪大柏原（大阪） | 埼玉榮（埼玉）         | 高岡第一（富山）           |
| 2015 | 京都   | 埼玉榮（埼玉）             | 東大阪大柏原（大阪） | 雙葉未來學園（福島）   | 聖烏爾蘇拉學院英智（宮城） |
| 2016 | 岡山   | 埼玉榮（埼玉）             | 雙葉未來學園（福島） | 八代東（熊本）         | 瓊浦（長崎）               |
| 2017 | 山形   | 双叶未来学园（福岛）       | 浪岡（青森）         | 八代东（熊本）         | 日章学园（宫崎）           |
| 2018 | 濱松   | 埼玉榮（埼玉）             | 八代东（熊本县）     | 日章学园（宫崎县）     | 东大阪大柏原（大阪）       |
| 2019 | 熊本   | 聖烏爾蘇拉學院英智（宮城） | 浪岡（青森）         | 東大阪大柏原（大阪）   | 雙葉未來學園（福島）       |
| 2020 | 愛媛   | 大會中止                   | 大會中止             | 大會中止               | 大會中止                   |
| 2021 | 富山   | 雙葉未來學園（福島）       | 埼玉榮（埼玉）       |                        |                            |
| 2022 | 德島   | 瓊浦（長崎）               | 高岡第一（富山）     | 埼玉榮（埼玉）         | 東大阪大柏原（大阪）       |
| 2023 | 北海道 |                            |                      |                        |                            |

### 女子团体
| 年份 | 举办地 | 冠军                       | 亚军                       | 四强                       | 四强                       |
| ---- | ------ | -------------------------- | -------------------------- | -------------------------- | -------------------------- |
| 1950 |        | 札幌東（北海道）           | 津幡（神奈川）             | 新潟中央（新潟）           |                            |
| 1951 |        | 札幌南（北海道）           | 札幌星園（北海道）         | 安積女子（福島）           |                            |
| 1952 |        | 札幌南（北海道）           | 善通寺第一（香川）         | 札幌東（北海道）           |                            |
| 1953 |        | 尚絅學院女子（宮城）       | 黑石（青森）               | 若松女子（福島）           |                            |
| 1954 |        | 坂出（香川）               | 若松女子（福島）           | 善通寺第一（香川）         |                            |
| 1955 |        | 山陽女子（岡山）           | 尚絅學院女子（宮城）       | 善通寺第一（香川）         |                            |
| 1956 |        | 善通寺第一（香川）         | 山陽女子（岡山）           | 尚絅學院女子（宮城）       |                            |
| 1957 |        | 善通寺第一（香川）         | 敬愛學園（千葉）           | 前橋女子（群馬）           |                            |
| 1958 |        | 善通寺第一（香川）         | 山陽女子（岡山）           | 尚絅學院女子（宮城）       |                            |
| 1959 |        | 善通寺第一（香川）         | 坂出（香川）               | 敬愛學園（千葉）           |                            |
| 1960 |        | 善通寺第一（香川）         | 敬愛學園（千葉）           | 高岡女子（富山）           |                            |
| 1961 |        | 敬愛學園（千葉）           | 新庄南（山形）             | 真岡女子（栃木）           |                            |
| 1962 |        | 高岡女子（富山）           | 敬愛學園（千葉）           | 新潟中央女子（新潟）       |                            |
| 1963 |        | 新潟女子工藝（新潟）       | 新庄南（山形）             | 城北女子（）               |                            |
| 1964 |        | 敬愛學園（千葉）           | 布施女子（大阪）           | 善通寺第一（香川）         |                            |
| 1965 |        | 真岡女子（栃木）           | 成安女子（京都）           | 布施女子（大阪）           |                            |
| 1966 |        | 敬愛學園（千葉）           | 山陽女子（岡山）           | 新潟青陵（新潟）           |                            |
| 1967 |        | 新潟青陵（新潟）           | 東大阪（大阪）             | 富田女子（岐阜）           |                            |
| 1968 |        | 東大阪（大阪）             | 新潟青陵（新潟）           | 敬愛學園（千葉）           | 成安女子（京都）           |
| 1969 |        | 東大阪（大阪）             | 成安女子（京都）           | 真岡女子（栃木）           | 新潟青陵（新潟）           |
| 1970 |        | 真岡女子（栃木）           | 成安女子（京都）           | 新庄南（山形）             | 四條畷學園（大阪）         |
| 1971 |        | 四条畷學園（大阪）         | 成安女子（京都）           | 鶴鳴女子（長崎）           | 一條（奈良）               |
| 1972 |        | 四条畷學園（大阪）         | 新庄南（山形）             | 我孫子二階堂（千葉）       | 一條（奈良）               |
| 1973 |        | 四条畷學園（大阪）         | 我孫子二階堂（千葉）       | 成安女子（京都）           | 真岡女子（栃木）           |
| 1974 |        | 新潟青陵（新潟）           | 四条畷學園（大阪）         | 藤園女子（富山）           | 善通寺第一（香川）         |
| 1975 |        | 四条畷學園（大阪）         | 琴平（香川）               | 成安女子（京都）           | 藤花（石川）               |
| 1976 |        | 四条畷學園（大阪）         | 新潟青陵（新潟）           | 土佐女子（高知）           | 真岡女子（栃木）           |
| 1977 |        | 四条畷學園（大阪）         | 新潟青陵（新潟）           | 千葉學園（千葉）           | 一條（奈良）               |
| 1978 |        | 四条畷學園（大阪）         | 熊本中央女子（熊本）       | 藤園女子（富山）           | 新潟青陵（新潟）           |
| 1979 |        | 四条畷學園（大阪）         | 新潟青陵（新潟）           | 比叡山（滋賀）             | 園田學園（兵庫）           |
| 1980 |        | 熊本中央女子（熊本）       | 新潟青陵（新潟）           | 高岡女子（富山）           | 千葉學園（千葉）           |
| 1981 |        | 熊本中央女子（熊本）       | 高岡女子（富山）           | 四条畷學園（大阪）         | 新潟青陵（新潟）           |
| 1982 |        | 熊本信愛女學院（熊本）     | 小山城南（栃木）           | 滋賀女子（滋賀）           | 高松中央（香川）           |
| 1983 |        | 熊本中央女子（熊本）       | 千葉學園（千葉）           | 小山城南（栃木）           | 四条畷學園（大阪）         |
| 1984 |        | 上尾（埼玉）               | 熊本信愛女學院（熊本）     | 小山城南（栃木）           | 四条畷學園（大阪）         |
| 1985 |        | 新潟青陵（新潟）           | 比叡山（滋賀）             | 高岡女子（富山）           | 小山城南（栃木）           |
| 1986 |        | 千葉學園（千葉）           | 常總學院（茨城）           | 高松中央（香川）           | 四条畷學園（大阪）         |
| 1987 |        | 四条畷學園（大阪）         | 熊本中央女子（熊本）       | 千葉學園（千葉）           | 常總學院（茨城）           |
| 1988 |        | 四条畷學園（大阪）         | 熊本中央女子（熊本）       | 佐賀女子（佐賀）           | 常總學院（茨城）           |
| 1989 |        | 四条畷學園（大阪）         | 熊本中央女子（熊本）       | 佐賀女子（佐賀）           | 常總學院（茨城）           |
| 1990 |        | 佐賀女子（佐賀）           | 埼玉榮（埼玉）             | 聖烏爾蘇拉學院（宮城）     | 熊本信愛女學院（熊本）     |
| 1991 |        | 熊本中央女子（熊本）       | 聖烏爾蘇拉學院（宮城）     | 常總學院（茨城）           | 埼玉榮（埼玉）             |
| 1992 |        | 四条畷學園（大阪）         | 聖烏爾蘇拉學院（宮城）     | 熊本中央女子（熊本）       | 常總學院（茨城）           |
| 1993 |        | 四条畷學園（大阪）         | 聖烏爾蘇拉學院（宮城）     | 埼玉榮（埼玉）             | 前橋東（群馬）             |
| 1994 |        | 四天王寺（大阪）           | 常總學院（茨城）           | 聖烏爾蘇拉學院（宮城）     | 富山商（富山）             |
| 1995 |        | 高岡女子（富山）           | 金澤向陽（石川）           | 精華女子（福岡）           | 埼玉榮（埼玉）             |
| 1996 |        | 埼玉榮（埼玉）             | 金澤向陽（石川）           | 熊本信愛女榮院（熊本）     | 精華女子（福岡）           |
| 1997 |        | 埼玉榮（埼玉）             | 九州國際大附屬（福岡）     | 熊本信愛女榮院（熊本）     | 昭和女子（大分）           |
| 1998 |        | 九州國際大附屬（福岡）     | 金澤向陽（石川）           | 昭和女子（大分）           | 香川中央（香川）           |
| 1999 |        | 九州國際大附屬（福岡）     | 金澤向陽（石川）           | 埼玉榮（埼玉）             | 熊本信愛女學院（熊本）     |
| 2000 |        | 滋賀女子（滋賀）           | 高岡西（富山）             | 埼玉榮（埼玉）             | 縣岐阜商（岐阜）           |
| 2001 |        | 青森山田（青森）           | 滋賀女子（滋賀）           | 金澤向陽（石川）           | 縣岐阜商（岐阜）           |
| 2002 |        | 青森山田（青森）           | 縣岐阜商（岐阜）           | 金澤向陽（石川）           | 九州國際大附屬（福岡）     |
| 2003 |        | 聖烏爾蘇拉學院（宮城）     | 青森山田（青森）           | 星陵（靜岡）               | 熊本中央（熊本）           |
| 2004 |        | 青森山田（青森）           | 聖烏爾蘇拉學院（宮城）     | 高岡西（富山）             | 金澤向陽（石川）           |
| 2005 |        | 青森山田（青森）           | 聖烏爾蘇拉學院（宮城）     | 埼玉榮（埼玉）             | 金澤向陽（石川）           |
| 2006 |        | 青森山田（青森）           | 金澤向陽（石川）           | 聖烏爾蘇拉學院英智（宮城） | 熊本信愛女學院（熊本）     |
| 2007 |        | 青森山田（青森）           | 金澤向陽（石川）           | 聖烏爾蘇拉學院英智（宮城） | 高岡西（富山）             |
| 2008 |        | 聖烏爾蘇拉學院英智（宮城） | 埼玉榮（埼玉）             | 八代白百合（熊本）         | 越谷南（埼玉）             |
| 2009 |        | 青森山田（青森）           | 金澤向陽（石川）           | 樟蔭東（大阪）             | 聖烏爾蘇拉學院英智（宮城） |
| 2010 |        | 聖烏爾蘇拉學院英智（宮城） | 青森山田（青森）           | 埼玉榮（埼玉）             | 富岡（福島）               |
| 2011 |        | 青森山田（青森）           | 松德學院（島根）           | 埼玉榮（埼玉）             | 富岡（福島）               |
| 2012 |        | 富岡（福島）               | 聖烏爾蘇拉學院英智（宮城） | 倉敷中央（岡山）           | 縣岐阜商（岐阜）           |
| 2013 |        | 青森山田（青森）           | 富岡（福島）               | 勝山（福井）               | 聖烏爾蘇拉學院英智（宮城） |
| 2014 |        | 富岡（福島）               | 青森山田（青森）           | 勝山（福井）               | 金澤向陽（石川）           |
| 2015 |        | 青森山田（青森）           | 雙葉未來學園（福島）       | 勝山（福井）               | 金澤向陽（石川）           |
| 2016 |        | 雙葉未來學園（福島）       | 九州國際大附屬（福岡）     | 青森山田（青森）           | 聖烏爾蘇拉學院英智（宮城） |
| 2017 |        | 雙葉未來學園（福島）       | 青森山田（青森）           | 柳井商工（山口）           | 埼玉榮（埼玉）             |
| 2018 | 濱松   | 双叶未来学園（福岛）       | 青森山田（青森）           | 名經大市邨（爱知）         | 埼玉榮（埼玉）             |
| 2019 | 熊本   | 雙葉未來學園（福島）       | 埼玉榮（埼玉）             | 柳井商工（山口）           | 西武臺千葉（千葉）         |
| 2020 | 愛媛   | 大會中止                   | 大會中止                   | 大會中止                   | 大會中止                   |
| 2021 | 富山   | 柳井商工（山口）           | 雙葉未來學園（福島）       |                            |                            |
| 2022 | 德島   | 柳井商工（山口）           | 雙葉未來學園（福島）       | 倉敷中央（岡山）           | 四天王寺（大阪）           |
| 2023 | 北海道 |                            |                            |                            |                            |

## 历届单项冠军
| 年份   | 举办地 | 男子单打 | 女子单打   | 男子双打              | 女子双打              |
| ------ | ------ | -------- | ---------- | --------------------- | --------------------- |
| 2017年 | 山形   | 大林拓真 | 高桥明日香 | 金子真大 久保田友之祐 | 高桥明日香 由良なぎさ |
| 2018年 | 濱松   | 绿川大辉 | 水井敏捷   | 中山裕贵 绿川大辉     | 齋藤夏 吉田瑠實       |